# Ґамера (фільм, 1965)
«Ґамера» (яп. 大怪獣ガメラ, дайкайдзю ґамера) — японський фантастичний кайдзю-фільм кінокомпанії «Daiei», перший про гігантську літаючу черепаху Ґамеру. Фільм став першим фільмом про монстрів режисера Норіакі Юаси.
Це єдиний фільм в франшизі, в якому Ґамера не бореться з іншим монстром, єдиний чорно-білий фільм про Ґамеру та останній чорно-білий фільм кінокомпанії «Daiei». Фільм був останнім чорно-білим фільмом про кайдзю до виходу фільму «20-тиденна історія про монстра, який помер у 8» у 2020 році.
Світова прем'єра фільму відбулася 26 листопада 1965 року. На DVD фільм вийшов в травні 2010 року під назвою «Ґамера: Гігантський монстр».

## Сюжет
В Арктиці невідомий літак збиває американський винищувавч з атомною бомбу, яка вибухає, внаслідок чого з-під землі вилазить стародавня гігантська черепаха Ґамера. Неподалік знаходилися японські вчені доктор Хідака і його помічниця Кіоко та репортер Аоягі. Саме вони дізнаються від місцевих жителів-ескімосів ім'я істоти. Пізніше Ґамера знищує їхній експедиційний корабель, але їм вдається втекти. Невдовзі в Японії надходять повідомлення про численні НЛО. Пізніше Ґамера нападає на маяк у Японії, але спасає від падіння хлопчика Сагамі Тосіо, який вважає, що його черепаха перетворилася на Ґамеру. 
Повернувшись до Японії, доктор Хідака, Кіоко та Аоягі разом з військовими стають свідками того, як Ґамера нападає на атомну електростанцію і всмоктує весь вогонь з неї. Військові атакують Ґамеру, але він втягує свої кінцівки та голову у панцир та починає випускати полум'я з панцира та обертатися. Виявляється, що таким чином Ґамера літає. Тосіо зі своєю сестрою Нобуйо приїжджають до Токіо, що відвідати свого дядька. Також вони приходять до доктора Хідаки. Тосіо каже йому, що Ґамера не злий, а просто самотній. Тим часом надходять повідомлення про численні затоплені атомні субмарини. Доктор Хідака вважає, що Ґамера живиться вогнем та атомною енергією.
Скликається екстренна наукова конференція. Військові приймають рішення застосувати «план Z» проти Ґамери. Ґамера нападає на Токіо, а Тосіо на поїзді підкрадається близько до Ґамери, бо вважає, що Ґамера — його домашня черепаха. Однак його рятують військові, і сповіщають про це Нобуйо. Ґамеру за допомогою вогню заманюють на ракету, яку відправляють на Марс. Весь світ святкує перемогу над Ґамерою, а Тосіо каже, що хоче стати науковцем та відвідати Ґамеру.

## Кайдзю
- Ґамера

## В ролях
- Ейдзі Фунакосі — доктор Хідака[2]
- Харумі Кірітаті — Кіоко Ямамото[2]
- Юнісіро Ямасіта — Аоягі[2]
- Йосіро Юсіда — Тосіо Сакурай[2]
- Мітіко Сугата — Нобуйо Сакурай[2]
- Йосіро Кітахара — Сакурай[2]
- Дзюн Хамамюра — професор Мюрасі[2]
- Кендзі Ояма — міністр оборони[2]

## Сиквели
Після приголомшливого успіху першого фільму, незабаром вийшов сиквел — «Ґамера проти Баругона», а за ним ще кілька, що створило цілу франшизу, яка стала найпопулярнішою японською кайдзю-франшизою після «Ґодзілли».

## В американському прокаті
У кінотеатрах США фільм вийшов в грудні 1966 року під назвою «Гаммера Непереможний» (англ. Gammera the Invincible). Буква «м» була додана в назву для більшої впізнаваності монстра. Це був єдиний фільм з усієї франшизи «Ґамера», який показувався в американських кінотеатрах.
Американський варіант фільму сильно відрізняється від оригіналу. Були додані нові персонажі, яких зіграли Альберт Деккер, Браян Донлеві і Джон Барагрей. Більшість нових сцен були альтернативами до оригінальних.
У 1985 році американський продюсер Сенді Франк отримав права на монтаж п'яти фільмів про Ґамеру (з восьми знятих на той момент) і випустив третій варіант фільму, ближчий до оригіналу, але з іншим дубляжем.
Реліз першого американського варіанту на DVD відбувся 20 травня 2003 року.

## Цікаві факти
- У фільмі Ґамера руйнує кінотеатр суперника Daiei Toho, компанії, яка випускає фільми про Ґодзіллу.
- Уривки цього фільму (як і чотирьох інших фільмів про Ґамеру) були показані в шоу «Таємничий науковий театр 3000»[8]. Також деякі сцени з фільму були показані в серіалі «Екстремальний макіяж: Домашнє видання».